# Шнайдер, Райнхольд
Ра́йнхольд Карл Ве́рнер Шна́йдер (нем. Reinhold Karl Werner Schneider; 13 мая 1903, Баден-Баден, Баден-Вюртемберг, Германия — 6 апреля 1958, Фрайбург-им-Брайсгау, Баден-Вюртемберг, Германия) — немецкий писатель и историк культуры.

## Биография
Проза (повесть «Лас Касас и Карл V», 1938), лирика, драмы, исторические, биографические и литературоведческие труды в христианско-гуманистическом духе.

## Память
С 1960 года в городе Фрайбург-им-Брайсгау (Баден-Вюртемберг, Германия) присуждается Премия Райнхольда Шнайдера за достижения в искусстве.